# Arti & Mestieri
Arti & Mestieri ist eine italienische Fusion- und Progressive-Rock-Band, die 1974 in Turin gegründet wurde.

## Bandgeschichte
Bandgründer Furio Chirico formierte Arti & Mestieri, nachdem er The Trip verlassen hatte, mit Musikern aus anderen italienischen Jazz- und Fusion-Bands. Das Debütalbum erschien noch im Gründungsjahr, das zweite Album folgte 1975 und verhalf der Band zum Durchbruch in der Italo-Prog-Szene. Dennoch dauerte es vier Jahre bis zum dritten Album, das in veränderter Besetzung eingespielt wurde und sich dem Mainstream annäherte. Es wurde kein Erfolg und die Bandbesetzung brach auseinander.
Chirico führte die Band in den 1980er Jahren mit verschiedenen Musikern fort, in den 1990ern widmete er sich einer Solokarriere und arbeitete als Schlagzeuglehrer. Im Jahr 2000 reformierte er Arti & Mestieri mit mehreren Musikern der ersten beiden Alben. In der Folge erschienen unveröffentlichte Demos, neues Studiomaterial und Liveaufnahmen.

## Diskografie
- 1974: Tilt – Immagini per un orecchio
- 1975: Giro di valzer per domani
- 1979: Quinto Stato
- 1983: Aquario
- 1985: Children’s Blues
- 2000: Murales
- 2002: Articollezione
- 2003: Live 1974/2000
- 2003: ProgDay
- 2004: Estrazioni
- 2006: First Live in Japan
- 2012: Trema
- 2013: The Live
- 2015: Universi Paralleli
- 2017: Live in Japan – The Best of Italian Rock